# Loblaws
Ne doit pas être confondu avec Loblaw.
Loblaws est une chaîne de supermarchés canadiens opérant 43 supermarchés dans le sud de l'Ontario et, de 1998 à 2016, 34 magasins au Québec. C'est une filiale de Loblaw Companies Limited qui, elle, détient un portfolio de chaînes de supermarchés, dont Provigo au Québec.

## Activités
La chaîne de supermarchés offre les produits alimentaires et de consommation habituellement retrouvés dans les supermarchés, notamment la boulangerie, la charcuterie, les produits laitiers, le deli, la nourriture congelée, l'épicerie générale, les viandes, les fruits et légumes, les poissons et les boissons alcoolisées (seulement au Québec). Des magasins offrent également des produits de pharmacie, un laboratoire de photos, un centre de jardin, des vêtements et de l'essence.

## Histoire
Loblaws crée avec la banque CIBC les services financiers President's Choice Financial après son succès avec le label du même nom. T.P Pac et George D. qui ont fondée la compagnie Loblaw dans le but d'offrir des produits alimentaires à prix compétitifs. 
Les magasins Loblaws sont situés à travers le Canada, jusqu'au début des années 1980 lorsque la plupart sont renommés SuperValu et plus tard SuperCentre. 
L'acteur William Shatner s'est produit dans plusieurs spots publicitaires à la télévision pour Loblaws dans les années 1970 se finissant toujours par le slogan By gosh, the price is right. (« Mince alors, c'est le juste prix ! »)
Depuis 20 avril 2016, le dernier magasin Loblaws au Québec, situé dans l'arrondissement Saint-Laurent, à Montréal est définitivement fermé. En effet, Loblaw avait annoncé en 2015 que tous ses magasins sous cette bannière disparaîtraient pour faire place à des magasins Provigo. Tous les magasins de Loblaw au Québec sont dès lors sous les bannières Maxi, Maxi & Cie, Provigo ou Provigo Le Marché.